# Pterobates apicalis
Pterobates apicalis är en tvåvingeart som först beskrevs av Christian Rudolph Wilhelm Wiedemann 1821.  Pterobates apicalis ingår i släktet Pterobates och familjen svävflugor. Inga underarter finns listade i Catalogue of Life.